# Lyraflügel

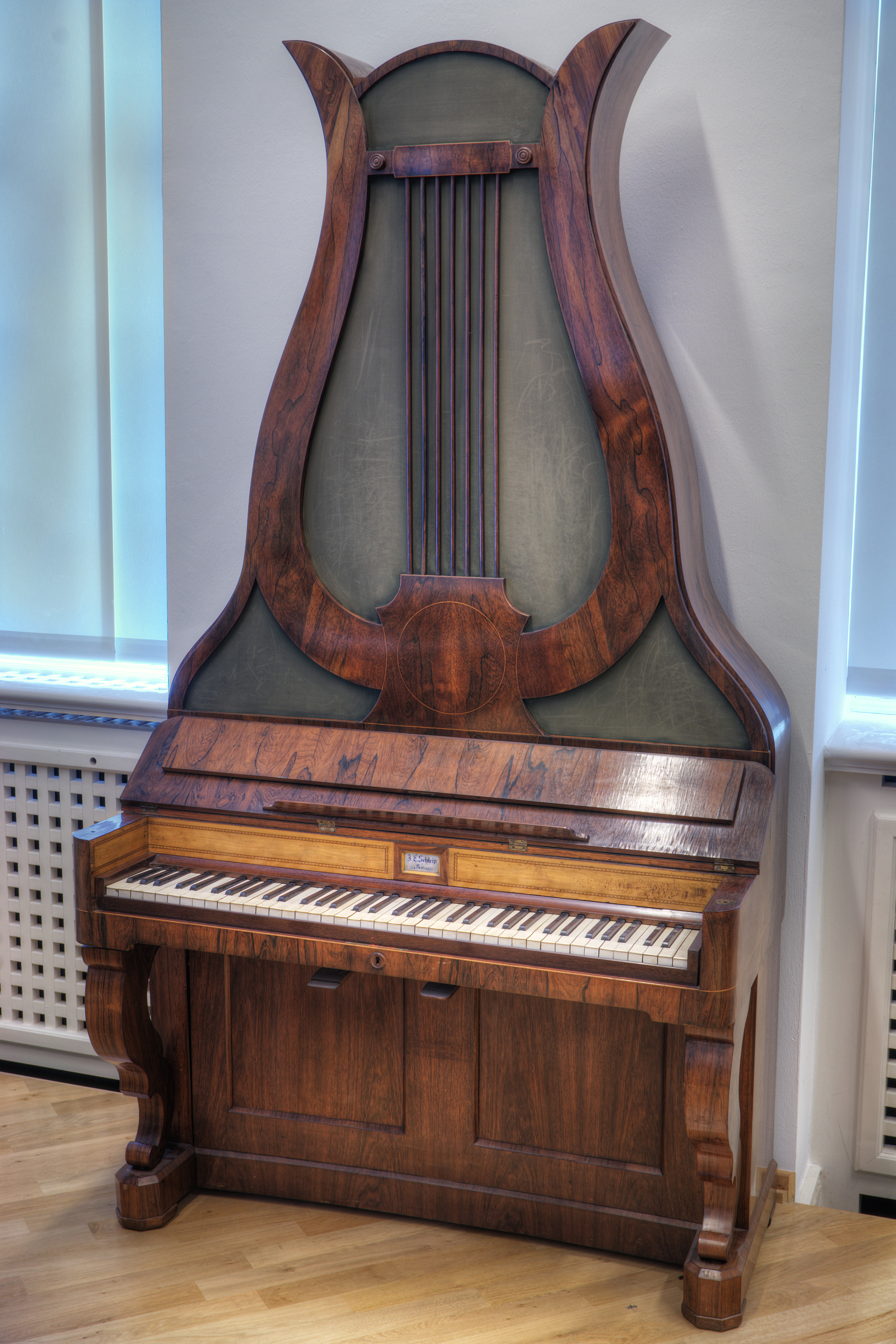
Lyraflügel. Erbaut im Jahr 1820 von Johann Christian Schleip.

Der Lyraflügel ist eine Sonderform des aufrechten Pianinos, die im ersten Viertel des 19. Jahrhunderts vor allem in Berlin in Mode war. Der Lyraflügel ist symmetrisch und äußerlich wie eine überdimensionale Lyra gestaltet und war Dekorationsmöbelstück für die damalige klassizistisch möblierte Haushaltung. Diese Bauart stammt aus der Manufaktur von Johann Christian Schleip, doch gab es auch andere Handwerker, die die Schleipschen Modelle nachbauten.
Der Lyraflügel hat senkrecht zur Klaviatur stehende Saiten, wie man es vom modernen Pianino kennt; nach oben ist es jedoch nicht durch eine waagerechte Oberplatte abgeschlossen, sondern besitzt die Korpusform einer stilisierten Lyra (daher die Bezeichnung des Instrumentes). Die äußere Form des Instrumentes nimmt damit keine Rücksicht auf die akustischen Konstruktionserfordernisse (lange Saiten links im Bassbereich, stetig sich verkürzende Saiten nach rechts zum Diskant hin).